# Marian Enache
Marian Florin Enache (Târgu Cărbunești, 5 de agosto de 1995) es un deportista rumano que compite en remo.
Participó en dos Juegos Olímpicos de Verano, en los años 2020 y 2024, obteniendo una medalla de oro en París 2024, en la prueba de doble scull.
Ganó cinco medallas en el Campeonato Europeo de Remo entre los años 2018 y 2025.

## Palmarés internacional
| Juegos Olímpicos   | Juegos Olímpicos      | Juegos Olímpicos  | Juegos Olímpicos |
| Año                | Lugar                 | Medalla           | Prueba           |
| ------------------ | --------------------- | ----------------- | ---------------- |
| 2024               | París (Francia)       | Medalla de oro    | Doble scull      |
| Campeonato Europeo |                       |                   |                  |
| Año                | Lugar                 | Medalla           | Prueba           |
| 2018               | Glasgow (Reino Unido) | Medalla de plata  | Doble scull      |
| 2019               | Lucerna (Suiza)       | Medalla de bronce | Doble scull      |
| 2022               | Múnich (Alemania)     | Medalla de bronce | Cuatro scull     |
| 2024               | Szeged (Hungría)      | Medalla de oro    | Doble scull      |
| 2025               | Plovdiv (Bulgaria)    | Medalla de plata  | Doble scull      |